# Schitu Duca
Schitu Duca is een Roemeense gemeente in het district Iași.
Schitu Duca telt 4476 inwoners.